# Ектор Россетто
Ектор Россетто (8 вересня 1922, Баїя-Бланка - 23 січня 2009, Буенос-Айрес) – аргентинський шахіст, гросмейстер від 1960 року.

## Шахова кар'єра
У 1942, 1944, 1947, 1961, 1972 роках п'ять разів здобув звання чемпіона Аргентини. Між 1950 і 1972 роками шість разів грав за збірну своєї країни на шахових олімпіадах, де здобув 6 медалей: в командному заліку 3 срібні (1950, 1952, 1954) i бронзову (1962), а також в особистому заліку золоту (1952, на 5-й шахівниці) i бронзову (1950, на 4-й шахівниці). Двічі кваліфікувався на міжзональні турніри (етап циклу чемпіонатів світу): 1958 року посів у Порторожі 18-те місце, a 1964 року в Амстердамі - 17-те місце.
Неодноразово брав участь у міжнародних змаганнях, найкращий результат показав, зокрема, в Мар-дель-Платі (1949 - посів 1-ше місце, 1950 - поділив 2-ге місце, 1952 - поділив 1-ше місце, 1961 - поділив 2-ге місце), Ріо-де-Жанейро (1952 - посів 1-ше місце), Барселоні (1952 - посів 1-ше місце), Таррагоні (1952 - поділив 1-ше місце), Порту-Алегрі (1954 - посів 2-ге місце), Атлантида (1960 – посів 1-ше місце). Санта-Фе (1961 - поділив 2-ге місце) а також в Монтевідео (1961 - 1-ше місце).
За даними ретроспективної системи Chessmetrics, найвищий рейтинг мав у квітні 1950 року, посідав тоді 24-те місце в світі.

## Зміни рейтингу
| На цьому місці має відображатися графік чи діаграма, однак з технічних причин його відображення наразі вимкнено. Будь ласка, не видаляйте код, який викликає це повідомлення. Розробники вже працюють для того, щоби відновити штатне функціонування цього графіка або діаграми. | |
| | На цьому місці має відображатися графік чи діаграма, однак з технічних причин його відображення наразі вимкнено. Будь ласка, не видаляйте код, який викликає це повідомлення. Розробники вже працюють для того, щоби відновити штатне функціонування цього графіка або діаграми. |